# Derült égből apa
A Derült égből apa (eredeti cím: Soltero con hijas) 2019 és 2020 között vetített mexikói telenovella, amelyet Aurelio Ávila és Ivonne Cartas rendezett.
A producerei Roy Rojas és Ignacio Ortiz. A telenovella írói Pablo Ferrer, Santiago Pineda és Hugo Moreno. A zeneszerzői Eduardo Murguía és Mauricio Arriaga. A főszerepekben Vanessa Guzmán, Gabriel Soto, Pablo Montero és Mayrín Villanueva láthatók. A sorozat a Televisa gyártásában készült, forgalmazója a Televisa Internacional.
Mexikóban 2019. október 28-tól volt látható a Las Estrellas-on. Magyarországon 2021. május 3-tól szeptember 2-ig sugározta a TV2.

## Cselekmény
Nicolás egyedülálló, gondtalan ember, akinek az élete megváltozik. A húga és a sógora autóbalesetben meghalnak, így neki kell gondoskodnia a három unokahúgáról. Segítségre van a szomszédja, Victoria, de időközben váratlanul beleszeret. Legnagyobb akadálya Victoria apja lesz, aki megpróbál a két szerelmes közé állni.

## Szereplők
| Színész           | Szereplő                          | Magyar hang       |
| ----------------- | --------------------------------- | ----------------- |
| Vanessa Guzmán    | Victoria Robles Navarro           | Mezei Kitty       |
| Gabriel Soto      | Nicolás "Nico" Contreras Alarcón  | Moser Károly      |
| Pablo Montero     | Rodrigo Montero                   | Zöld Csaba        |
| Mayrín Villanueva | Gabriela García Pérez de del Paso | Madarász Éva      |
| Irina Baeva       | Masha Simonova                    | Nemes Takách Kata |
| Carlos Mata       | Efraín Robles                     | Rosta Sándor      |
| Laura Flores      | Alondra Ruvalcaba                 | Kiss Erika        |
| Sebastián Poza    | Juan Diego "Juandi" Barrios       | Bogdán Gergő      |
| Azul Guaita       | Camila Paz Contreras              | Pekár Adrienn     |
| Laura Vignatti    | Ileana Barrios Sánchez            | Roatis Andrea     |
| René Strickler    | Juventino "Juve" del Paso         | Papp Dániel       |
| Mauricio Aspe     | Mauricio Mijares                  | Haagen Imre       |
| María Sorté       | Úrsula Pérez                      | Farkasinszky Edit |
| Ana Tena          | Alexa Paz Contreras               | Hermann Lilla     |
| Charlotte Carter  | Sofía Paz Contreras               | Engel-Iván Lili   |
| Juan Vidal        | Robertino Rodríguez "El Calamal"  | Kárpáti Levente   |
| Jason Romo        | Hugo Montero                      | Czető Ádám        |
| Mauricio Arriaga  | Samuel del Paso García            | Ungvári Gergő     |
| Ruy Gaytán        | Gustavo del Paso García           | Maszlag Bálint    |
| Santiago Zenteno  | Domingo García Pérez atya         | Molnár Kristóf    |
| Bárbara Islas     | Coral Palma del Mar               |                   |
| Paty Díaz         | Leona Lenteja                     | Kereki Anna       |
| Lalo Palacios     | Manuel "Manito"                   | Bodrogi Attila    |
| Eivaut Rischen    | Nikolai                           | Seszták Szabolcs  |
| Mario Discua      | Fabiano                           | Kajtár Róbert     |
| Regina Tiscareño  | Isabel                            | Szabó Luca        |
| Víctor González   | Antonio Paz Ruvalcaba             |                   |
| Karla Gómez       | Cristina Contreras Alarcón de Paz | Pap Kati          |
| Leticia Calderón  | Carmina Ríos de Montero           | Bertalan Ágnes    |
|                   | Matróz                            | Szokol Péter      |

## Évados áttekintés
| Évad | Évad | Epizód | Eredeti sugárzás  | Eredeti sugárzás  | Eredeti adó | Magyar sugárzás | Magyar sugárzás     | Magyar adó |
| Évad | Évad | Epizód | Évadpremier       | Évadfinálé        | Eredeti adó | Évadpremier     | Évadfinálé          | Magyar adó |
| ---- | ---- | ------ | ----------------- | ----------------- | ----------- | --------------- | ------------------- | ---------- |
|      | 1    | 87     | 2019. október 28. | 2020. február 23. |             | 2021. május 3.  | 2021. szeptember 2. |            |